# Deutsche Zeitung (1896–1934)
Die Deutsche Zeitung war eine von 1896 bis 1934 bestehende Tageszeitung mit extrem nationalkonservativer Ausrichtung, die einen völkischen Nationalismus vertrat. Sie war eng mit dem Alldeutschen Verband verbunden und wurde dessen Hauptorgan. Zur programmatischen Ausrichtung des Blattes im Kaiserreich gehörte es, deutsche Kolonien und im Ersten Weltkrieg Annexionen als Kriegsziel zu befürworten. Sie förderte den Antisemitismus. In der Weimarer Republik stand sie der Deutschnationalen Volkspartei (DNVP) nahe und gehörte schließlich zum Konzern von Alfred Hugenberg. Zeitungsgründer war Friedrich Lange.

## Verlag und Erscheinen
Die DZ war eine Tageszeitung mit einer täglichen Morgen- und Abendausgabe (Montag bis Samstag) sowie einer Sonntagsausgabe, insgesamt also 13 Ausgaben wöchentlich (Angabe für November 1919).
Ihr Gründer Friedrich Lange wurde einer der führenden Publizisten der völkischen Bewegung. Er leitete von 1891 bis 1895 die Berliner Tageszeitung Tägliche Rundschau und gab ab 1894 die von Paul Hempel gegründete Tageszeitung Volksrundschau heraus. Er gehörte 1894 zu den Mitgründern des Alldeutschen Verbands.
Im Frühjahr 1917 wurde die DZ von einem Konsortium um  Heinrich Claß erworben, der von 1908 bis 1939 Vorsitzender des Alldeutschen Verbands und 1917 Mitgründer der Deutschen Vaterlandspartei war. Claß wurde Herausgeber der DZ. Das Konsortium war die am 9. Januar 1917 gegründete Neudeutsche Verlags- und Treuhandgesellschaft mbH in Berlin. Vorstand war der Regierungsbeamte Georg Fritz, Aufsichtsratsvorsitzender war Claß. Weitere Anteilseigner waren u. a. die Industriellen Emil Kirdorf und Berthold Körting und Anhänger der Deutschen Vaterlandspartei.
1930 übernahm Alfred Hugenberg die Zeitung in seinen Medienkonzern.
Die Startauflage der DZ betrug 16.000 Exemplare. Unter Friedrich Lange hatte die Zeitung bis zu 25.000 Abonnenten. Im Jahr 1926 hatte sie eine Auflage von 60.000 Exemplaren. In ihrer Spätzeit sank die Auflage unter 10.000 Exemplare und gehörte damit zu den kleinsten politischen Tageszeitungen Berlins. Unter dem Druck der Nationalsozialisten stellte die Zeitung 1934 ihr Erscheinen ein.

## Redaktion

### Chefredakteure (nach 1917)
- Franz-Josef Sontag (1917 bis 1918)
- Ernst Bülck (1919)
- Reinhold Wulle (1918 bis 1920)
- Max Maurenbrecher (1921 bis 1924)
- Ernst Fritz Baer (1925 bis 1926)
- Hans von Sodenstern (1926 bis 1927)
- Otto von Schilling (1927 bis 1928)
- Hans von Sodenstern (1928 bis 1930)
- Franz Schwendy (1930 bis 1934)[5]

### Bekannte Mitarbeiter
- Alfred Mühr, Feuilletonchef, Kunst- und Theaterkritiker[5]
- August Abel, Politikredakteur
- Werner von Heimburg, Politikredakteur
- Max Lohan[6], Politikredakteur

## Konflikte
Im Oktober 1919 stellte der Reichsjustizminister Strafantrag gegen die DZ wegen Beleidigung des Reichspräsidenten und der Reichsminister in einem Artikel zur Unterzeichnung des Versailler Vertrags. Chefredakteur Ernst Bülck wurde vom Landgericht I Berlin im Januar 1920 zu einer Geldstrafe von 300 Mark verurteilt.
Das Erscheinen der DZ wurde vom Reichsinnenministerium für zehn Tage im April 1924 verboten, weil ein Artikel über die Reichswehr, der vom Reichskabinett als schwerer Angriff auf den Reichswehrminister und den Chef der Heeresleitung angesehen wurde, „Bestrebungen auf eine gesetzwidrige Änderung der verfassungsmäßigen Staatsform unterstützt“ hatte.

## Umfeld
Im Oktober 1919 wurde der Deutsche Herold – Bund der Vorkämpfer für deutschvölkisches Zeitungswesen und völkische Politik gegründet, der als DZ-Leserverein diente und von DZ-Chefredakteur Reinhold Wulle geführt wurde. Als Claß Wulle entließ, konnte sich Wulle an der Vereinsspitze behaupten. Der Deutsche Herold wurde zu einer Verlagsgesellschaft, die eigene Publikationen wie das Deutsche Tageblatt herausgab und damit direkt mit der DZ konkurrierte.